# أنيراسيتام
أنيراسيتام (بالإنجليزية: Aniracetam) ويعرف بالاسم التجاري أنيراسيتام (بالإنجليزية: Aniracetam) هو دواء يستخدم لعلاج فقدان الذاكرة، يؤخد عن طريق الفم.